# Mycosphaerella aiacu
Mycosphaerella aiacu är en svampart som först beskrevs av Speg., och fick sitt nu gällande namn av Aptroot 2006. Mycosphaerella aiacu ingår i släktet Mycosphaerella och familjen Mycosphaerellaceae.   Inga underarter finns listade i Catalogue of Life.